# Tília
A Tília latin eredetű női név, jelentése: hársfa.[forrás?]

## Gyakorisága
Az 1990-es években nem lehetett anyakönyvezni, a 2000-es években nem szerepel a 100 leggyakoribb női név között.

## Névnapok
- március 14.[forrás?]
- május 31.[forrás?]
- december 13.[forrás?]

## Külső hivatkozások
- Az MTA Nyelvtudományi Intézete által anyakönyvi bejegyzésre alkalmasnak minősített utónevek jegyzéke